# Thurston County (Washington)
Thurston County je okres v americkém státě Washington. Své jméno nese po prvním delegátovi teritoria Oregon v americkém Kongresu, Samueli Thurstonovi. Počet obyvatel okresu činil roku 2010 252 264 lidí. Největším městem a okresu a zároveň okresním městem je hlavní město státu Washington, Olympia.
Okres vznikl v lednu 1852 vykrojením z okresu Lewis, po kterém zahrnoval celou oblast Pugetova zálivu a Olympijský poloostrov. Ještě v prosinci stejného roku ovšem ztratil většinu svého území vytvořením okresů Pierce, King, Island a Jefferson.

## Geografie
Podle úřadu U.S. Census Bureau má okres rozlohu 2 000 km², z čehož pouze 6 procent tvoří vodní plochy.

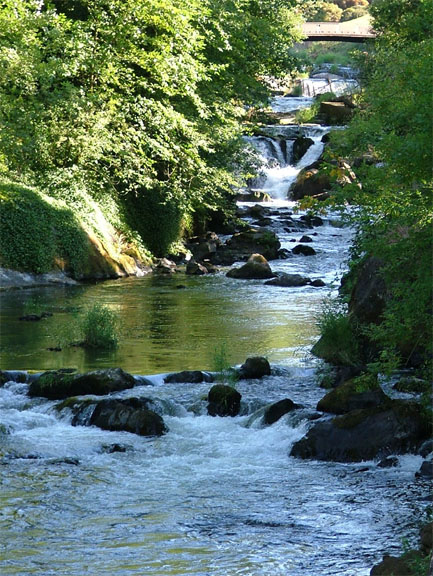
Peřeje na řece Deschutes ve městě Tumwater.

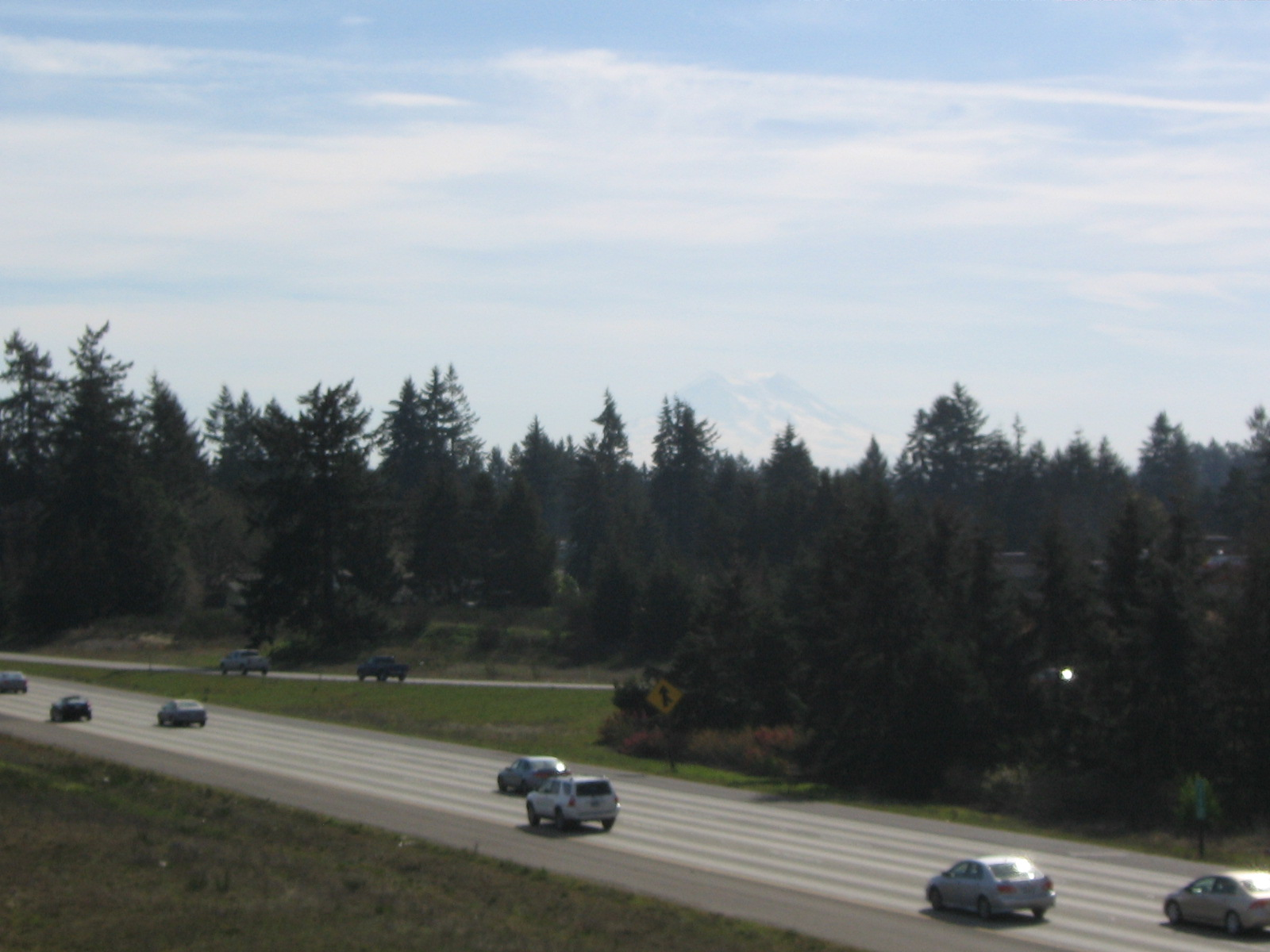
Interstate 5 nedaleko města Lacey.

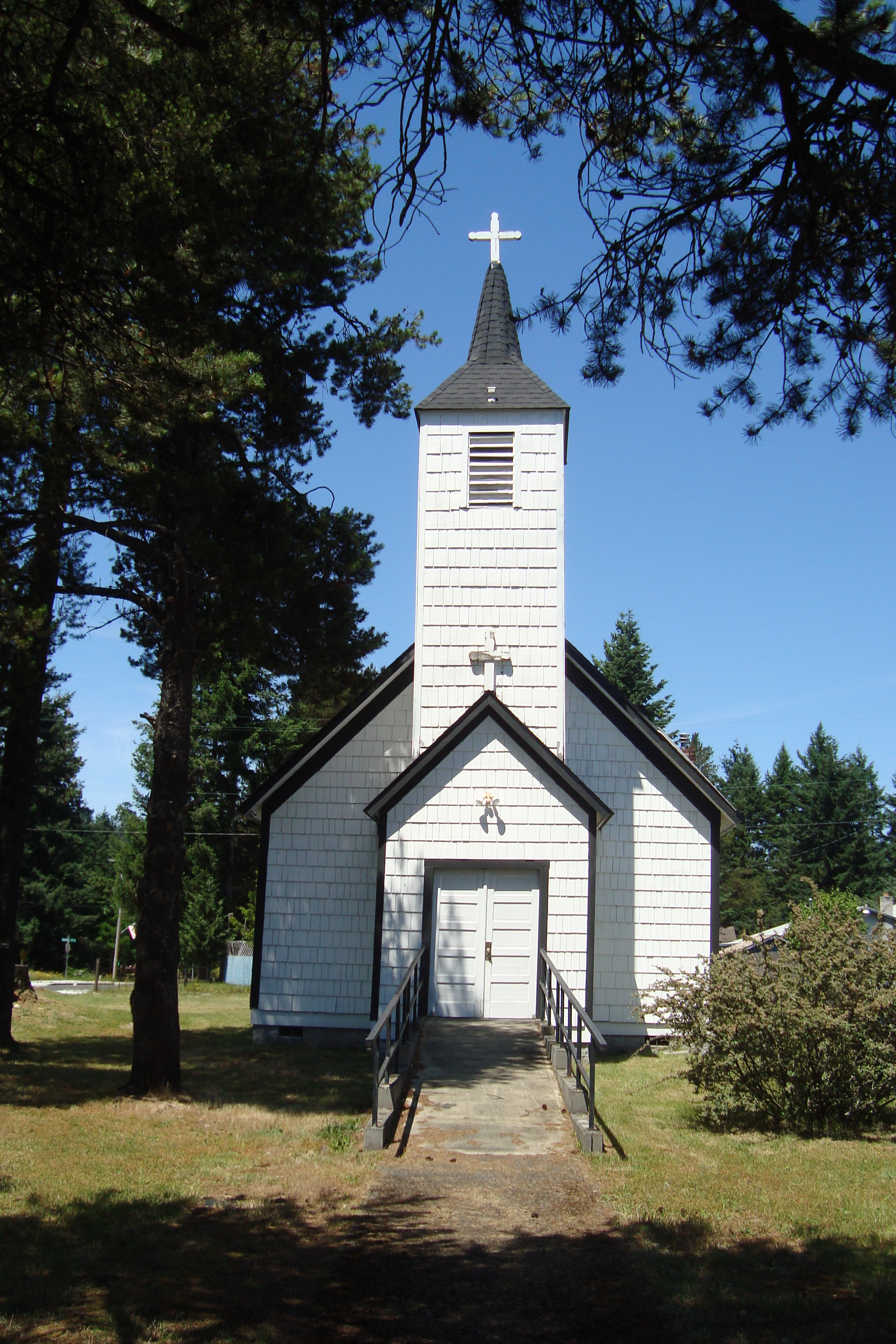
Historický luteránský kostel v obci Rainier.

### Hlavní geografické body

#### Hory
- Capitol Peak

#### Řeky
- Černá řeka
- Chehalis
- Deschutes
- Nisquallyjská řeka
- Skookumchuck

#### Vodní plochy
- Buddova zátoka
- Capitol Lake

#### Hlavní dálnice
- Interstate 5
- U.S. Route 12
- U.S. Route 101
- Washington State Route 507
- Washington State Route 510

#### Sousední okresy
- Pierce – severovýchod
- Lewis – jih
- Grays Harbor – západ
- Mason – sever/severozápad

#### Federálně chráněná území
- Nisqually National Wildlife Refuge (část)

## Demografie
Při sčítání lidu v roce 2010 v okrese žilo 252 264 lidí a hustota obyvatelstva činila 133,9/km². 82 % obyvatelstva tvořili běloši, 5 % Asiaté a 3 % Afroameričané. 7 % obyvatelstva mělo hispánský původ.

### Největší města
- Olympia – 46 478
- Lacey – 42 393
- Tumwater – 17 371
- Yelm – 6 848
- Tanglewilde-Thompson Place – 5 892